# Bernd-Rainer Barth
Bernd-Rainer Barth (* 1957 in Ost-Berlin) ist ein deutscher Historiker und Publizist.

## Leben
Als Sohn eines DDR-Diplomaten wuchs Barth zeitweise in der Volksrepublik Ungarn auf und studierte von 1977 bis 1983 an der Loránd-Eötvös-Universität in Budapest Hungarologie (ungarische Philologie und Geschichte). Anschließend war er in verschiedenen wissenschaftlichen Einrichtungen der DDR tätig. 1988 erhielt er Berufsverbot. In den 1990er Jahren arbeitete er als Wissenschaftlicher Mitarbeiter an der Freien Universität Berlin. Von Mai 2002 bis September 2003 war er Wissenschaftlicher Mitarbeiter im Arbeitsbereich Theorie und Geschichte der Gewalt am Hamburger Institut für Sozialforschung. Seitdem ist er als freiberuflicher Historiker, Übersetzer und Publizist tätig.
Bekanntheit erlangte er insbesondere als Herausgeber und Mitautor der Biografien-Sammlung Wer war wer in der DDR?, eines Standardwerks auf diesem Gebiet, und einer zweibändigen Studie über den Diplomaten Noel Field.